# Filmjahr 1988
Liste der Filmjahre

◄◄ | ◄ | 1984 | 1985 | 1986 | 1987 | Filmjahr 1988 | 1989 | 1990 | 1991 | 1992 | ► | ►►

Weitere Ereignisse

## Ereignisse
- 21. November: In der DDR werden fünf sowjetische Filme verboten, die zuvor noch beim Festival des sowjetischen Films gezeigt worden waren, darunter Die Kommissarin und Das Thema.
- Die Sieger der BRAVO Otto Leserwahl 1988:
  - Kategorie – männliche Filmstars: Gold Patrick Swayze, Silber Sylvester Stallone, Bronze Eddie Murphy
  - Kategorie – weibliche Filmstars: Gold Jennifer Grey, Silber Linda Kozlowski, Bronze Kelly McGillis

## Top 10 der erfolgreichsten Filme

### In Deutschland
Die zehn erfolgreichsten Filme an den deutschen Kinokassen nach Besucherzahlen (Stand: 4. November 2018):
| Platz           | Filmtitel                       | Besucher  |
| --------------- | ------------------------------- | --------- |
| 1.              | Eine verhängnisvolle Affäre     | 4.683.631 |
| 2.              | Ödipussi                        | 4.612.801 |
| 3.              | Falsches Spiel mit Roger Rabbit | 4.300.769 |
| 4.              | Der Prinz aus Zamunda           | 3.896.204 |
| 5.              | Crocodile Dundee II             | 3.746.964 |
| 6.              | Ich und Er                      | 3.530.164 |
| 7.              | Rambo III                       | 2.630.309 |
| 8.              | Man spricht deutsh              | 2.152.136 |
| 9.              | Anna – Der Film                 | 1.765.731 |
| 10.             | Willow                          | 1.565.060 |
| Kinostarts 1988 |                                 |           |

### Weltweit
Die zehn weltweit erfolgreichsten Filme nach Einspielergebnis.
| Platz | Filmtitel                       | Einspielergebnis in US-Dollar |
| ----- | ------------------------------- | ----------------------------- |
| 1.    | Rain Man                        | 354.825.435                   |
| 2.    | Falsches Spiel mit Roger Rabbit | 329.803.958                   |
| 3.    | Der Prinz aus Zamunda           | 288.752.301                   |
| 4.    | Crocodile Dundee II             | 239.606.210                   |
| 5.    | Twins – Zwillinge               | 216.614.388                   |
| 6.    | Rambo III                       | 189.015.611                   |
| 7.    | Ein Fisch namens Wanda          | 188.597.000                   |
| 8.    | Cocktail                        | 171.504.781                   |
| 9.    | Big                             | 151.668.774                   |
| 10.   | Stirb langsam                   | 141.500.000                   |

## Filmpreise

### Golden Globe Awards 1988
Am 23. Januar findet im Beverly Hilton Hotel in Los Angeles die Golden-Globe-Verleihung statt.
- Bestes Drama: Der letzte Kaiser von Bernardo Bertolucci
- Bestes Musical/Komödie: Hope and Glory von John Boorman
- Bester Schauspieler (Drama): Michael Douglas in Wall Street
- Beste Schauspielerin (Drama): Sally Kirkland in Anna… Exil New York
- Bester Schauspieler (Musical/Komödie): Robin Williams in Good Morning, Vietnam
- Beste Schauspielerin (Musical/Komödie): Cher in Mondsüchtig
- Bester Nebendarsteller: Sean Connery in The Untouchables – Die Unbestechlichen
- Beste Nebendarstellerin: Olympia Dukakis in Mondsüchtig
- Bester Regisseur: Bernardo Bertolucci für Der letzte Kaiser
- Beste Musik: David Byrne für Der letzte Kaiser
- Cecil B. DeMille Award: Clint Eastwood

### Oscarverleihung 1988
Am 11. April findet im Shrine Civic Auditorium in Los Angeles die Oscarverleihung statt. Moderator ist Chevy Chase.
- Bester Film: Der letzte Kaiser von Bernardo Bertolucci
- Bester Hauptdarsteller: Michael Douglas in Wall Street
- Beste Hauptdarstellerin: Cher in Mondsüchtig
- Bester Regisseur: Bernardo Bertolucci für Der letzte Kaiser
- Bester Nebendarsteller: Sean Connery in The Untouchables – Die Unbestechlichen
- Beste Nebendarstellerin: Olympia Dukakis in Mondsüchtig
- Beste Kamera: Vittorio Storaro für Der letzte Kaiser
- Beste Musik: David Byrne für Der letzte Kaiser
- Bester fremdsprachiger Film: Babettes Fest von Gabriel Axel
- Irving G. Thalberg Memorial Award: Billy Wilder

### Internationale Filmfestspiele von Cannes 1988
Das Festival beginnt am 11. Mai und endet am 23. Mai. Die Jury unter Präsident Ettore Scola vergibt folgende Preise:
- Goldene Palme: Pelle, der Eroberer von Bille August
- Bester Schauspieler: Forest Whitaker in Bird
- Beste Schauspielerin: Barbara Hershey, Jodhi May und Linda Mvusi in Zwei Welten
- Bester Regisseur: Pino Solanas für Süden – Sur

### Internationale Filmfestspiele Berlin 1988
Das Festival beginnt am 12. Februar und endet am 23. Februar. Die Jury unter Präsident Guglielmo Biraghi vergibt folgende Preise:
- Goldener Bär: Rotes Kornfeld von Zhang Yimou
- Bester Schauspieler: Jörg Pose und Manfred Möck in Einer trage des anderen Last …
- Beste Schauspielerin: Holly Hunter in Nachrichtenfieber – Broadcast News
- Bester Regisseur: Norman Jewison für Mondsüchtig

### Internationale Filmfestspiele von Venedig 1988
Das Festival beginnt am 29. August und endet am 9. September. Die Jury unter Präsident Sergio Leone vergibt folgende Preise:
- Goldener Löwe: Die Legende vom heiligen Trinker von Ermanno Olmi
- Bester Schauspieler: Don Ameche und Joe Mantegna in Things Change – Mehr Glück als Verstand
- Beste Schauspielerin: Shirley MacLaine in Madame Sousatzka und Isabelle Huppert in Eine Frauensache
- Goldener Ehrenlöwe für sein Lebenswerk: Joris Ivens

### Europäischer Filmpreis 1988
Der Europäische Filmpreis wurde am 26. November im Theater des Westens in Berlin verliehen.
- Bester Film: Ein kurzer Film über das Töten von Krzysztof Kieślowski
- Bester Schauspieler: Max von Sydow in Pelle, der Eroberer von Bille August
- Beste Schauspielerin: Carmen Maura in Frauen am Rande des Nervenzusammenbruchs von Pedro Almodóvar
- Bester Nebendarsteller: Curt Bois in Der Himmel über Berlin von Wim Wenders
- Beste Nebendarstellerin: Johanna ter Steege in Spurlos verschwunden von George Sluizer
- Bester Regisseur: Wim Wenders für Der Himmel über Berlin

### Deutscher Filmpreis
- Bester Film: Der Himmel über Berlin von Wim Wenders
- Beste Regie: Dominik Graf für Die Katze
- Beste Hauptdarstellerin: Adriana Altaras für Das Mikroskop und Marianne Sägebrecht für Out of Rosenheim
- Bester Hauptdarsteller: Michel Piccoli für Das weite Land und Vladimir Weigl für Das Mikroskop

### Nationales Spielfilmfestival der DDR
- Bester Film: Fallada – Letztes Kapitel von Roland Gräf
- Beste Regie: Heiner Carow für Die Russen kommen
- Bester Hauptdarsteller: Jörg Gudzuhn in Fahrschule
- Beste Hauptdarstellerin: Carmen-Maja Antoni in Kindheit
- Bester Nebendarsteller: Hermann Beyer in Kindheit
- Beste Nebendarstellerin: Karin Gregorek in Einer trage des anderen Last …

### César 1988
- Bester Film: Auf Wiedersehen, Kinder von Louis Malle
- Beste Regie: Louis Malle für Auf Wiedersehen, Kinder
- Bester Hauptdarsteller: Richard Bohringer für Am großen Weg
- Beste Hauptdarstellerin: Anémone für Am großen Weg
- Bester Nebendarsteller: Jean-Claude Brialy für Die Unschuldigen
- Beste Nebendarstellerin: Dominique Lavanant für Agent Trouble – Mord aus Versehen
- Bester ausländischer Film: Der letzte Kaiser von Bernardo Bertolucci

### British Academy Film Awards 1988
- Bester Film: Jean Florette von Claude Berri
- Beste Regie: Oliver Stone für Platoon
- Bester Hauptdarsteller: Sean Connery für Der Name der Rose
- Beste Hauptdarstellerin: Anne Bancroft für Zwischen den Zeilen
- Bester Nebendarsteller: Daniel Auteuil für Jean Florette
- Beste Nebendarstellerin: Susan Wooldridge für Hope and Glory
- Bester fremdsprachiger Film: Opfer von Andrei Tarkowski

### New York Film Critics Circle Award
- Bester Film: Die Reisen des Mr. Leary von Lawrence Kasdan
- Beste Regie: Chris Menges für Zwei Welten
- Bester Hauptdarsteller: Jeremy Irons in Die Unzertrennlichen
- Beste Hauptdarstellerin: Meryl Streep in Ein Schrei in der Dunkelheit
- Bester Nebendarsteller: Dean Stockwell in Die Mafiosi-Braut und Tucker
- Beste Nebendarstellerin: Diane Venora in Bird
- Beste Kamera: Henri Alekan für Der Himmel über Berlin
- Bester ausländischer Film: Frauen am Rande des Nervenzusammenbruchs von Pedro Almodóvar

### National Board of Review
- Bester Film: Mississippi Burning – Die Wurzel des Hasses von Alan Parker
- Beste Regie: Alan Parker für Mississippi Burning – Die Wurzel des Hasses
- Bester Hauptdarsteller: Gene Hackman in Mississippi Burning – Die Wurzel des Hasses
- Beste Hauptdarstellerin: Jodie Foster in Angeklagt
- Bester Nebendarsteller: River Phoenix in Die Flucht ins Ungewisse
- Beste Nebendarstellerin: Frances McDormand in Mississippi Burning – Die Wurzel des Hasses
- Bester fremdsprachiger Film: Frauen am Rande des Nervenzusammenbruchs von Pedro Almodóvar

### Los Angeles Film Critics Association Awards
- Bester Film: Klein Dorrit von Christine Edzard
- Beste Regie: David Cronenberg für Die Unzertrennlichen
- Bester Hauptdarsteller: Tom Hanks in Big und Punchline – Der Knalleffekt
- Beste Hauptdarstellerin: Christine Lahti in Die Flucht ins Ungewisse
- Bester Nebendarsteller: Alec Guinness in Klein Dorrit
- Beste Nebendarstellerin: Geneviève Bujold in Die Unzertrennlichen und Wilde Jahre in Paris
- Bester fremdsprachiger Film: Der Himmel über Berlin von Wim Wenders

### Weitere Filmpreise und Auszeichnungen
- AFI Life Achievement Award: Jack Lemmon
- Amanda: Pathfinder von Nils Gaup (Bester norwegischer Film), Dirty Dancing von Emile Ardolino (Bester internationaler Film)
- American Comedy Awards: Robin Williams in Good Morning, Vietnam (Lustigster Schauspieler), Bette Midler in Nichts als Ärger mit dem Typ (Lustigste Schauspielerin)
- American Society of Cinematographers Award: Conrad L. Hall für Tequila Sunrise
- Australian Film Institute Award: Der Navigator von Vincent Ward
- Bodil: Pelle, der Eroberer von Bille August
- Brussels International Fantastic Film Festival: Im Augenblick der Angst von Bigas Luna
- David di Donatello: Der letzte Kaiser (Bester italienischer Film) und Auf Wiedersehen, Kinder (Bester ausländischer Film)
- Deutscher Kritikerpreis: Nico Hofmann
- Directors Guild of America Award: Bernardo Bertolucci für Der letzte Kaiser, Robert Wise (Lebenswerk)
- Ernst-Lubitsch-Preis: Percy Adlon für Out of Rosenheim
- Evening Standard British Film Award: Hope and Glory von John Boorman
- Festival du cinéma nordique: Babettes Fest von Gabriel Axel
- Genie Award: Night Zoo – Kreaturen der Nacht von Jean-Claude Lauzon
- Gilde-Filmpreis: Der letzte Kaiser von Bernardo Bertolucci (Gold ausländischer Film), Auf Wiedersehen, Kinder von Louis Malle (Silber ausländischer Film), Out of Rosenheim von Percy Adlon (Gold deutscher Film), Der Himmel über Berlin von Wim Wenders (Silber deutscher Film)
- Guldbagge: Pelle, der Eroberer von Bille August
- Helmut-Käutner-Preis: Hilmar Hoffmann und Ulrich Gregor
- Jupiter: Dirty Dancing von Emile Ardolino, Kim Basinger (Beste Darstellerin), Mickey Rourke (Bester Darsteller)
- Independent Spirit Awards 1988: Das Messer am Ufer von Tim Hunter (Bester Film) und Mein Leben als Hund von Lasse Hallström (Bester ausländischer Film)
- Louis-Delluc-Preis: Die Vorleserin von Michel Deville
- Nastro d’Argento: Der letzte Kaiser von Bernardo Bertolucci und Auf Wiedersehen, Kinder von Louis Malle
- National Society of Film Critics Award: The Dead – Die Toten von John Huston
- People’s Choice Award: Eine verhängnisvolle Affäre von Adrian Lyne (populärstes Filmdrama), Noch drei Männer, noch ein Baby von Leonard Nimoy (populärste Filmkomödie), Michael Douglas (populärster Schauspieler), Glenn Close (populärste Schauspielerin)
- Political Film Society Award für Demokratie: Milagro – Der Krieg im Bohnenfeld von Robert Redford
- Political Film Society Award für Frieden: Good Morning, Vietnam von Barry Levinson
- Political Film Society Award für Menschenrechte: Schrei nach Freiheit von Richard Attenborough
- Polnisches Filmfestival Gdynia: Ein kurzer Film über die Liebe und Ein kurzer Film über das Töten von Krzysztof Kieślowski
- Preis der deutschen Filmkritik: Wallers letzter Gang von Christian Wagner
- Robert: Pelle, der Eroberer von Bille August (Bester dänischer Film), Down By Law von Jim Jarmusch (Bester ausländischer Film)
- Festival Internacional de Cine de San Sebastián: Black Hill von Andrew Grieve (Goldene Muschel)
- Sundance Film Festival: Heat and Sunlight von Rob Nilsson (Großer Preis der Jury)
- Toronto International Film Festival: Frauen am Rande des Nervenzusammenbruchs von Pedro Almodóvar (Publikumspreis)
- Vancouver International Film Festival: Some Girls von Michael Hoffman
- Internationales Filmfestival Warschau: Koyaanisqatsi von Godfrey Reggio (Publikumspreis)
- Verleihförderpreis des Internationalen Filmfestivals Freiburg: Der Pferdedieb (Dao Ma Tse) von Tian Zhuangzhuang
- Writers Guild of America Award: Mondsüchtig von John Patrick Shanley (Bestes Originaldrehbuch), Roxanne von Steve Martin (Bestes adaptiertes Drehbuch)
- Young Artist Award: Over the Top von Menahem Golan (Bestes Drama), Wie der Vater, so der Sohn von Rod Daniel (Beste Komödie), The Lost Boys von Joel Schumacher (Bester Jugendfilm), Feivel, der Mauswanderer (Bester Zeichentrickfilm), Mein Leben als Hund von Lasse Hallström (Bester fremdsprachiger Film)

## Geburtstage

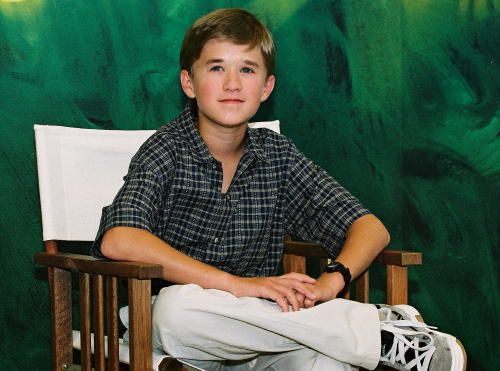
Haley Joel Osment (* 10. April)

### Januar bis März
- 12. Januar: Andrew Lawrence, US-amerikanischer Schauspieler
- 17. Januar: Nikki Reed, US-amerikanische Schauspielerin
- 27. Januar: Alexandra Purvis, US-amerikanische Schauspielerin
- 30. Januar: Stefanie Reinsperger, österreichische Schauspielerin

- 22. Februar: Colton James, US-amerikanischer Schauspieler

- 01. März: Katija Pevec, US-amerikanische Schauspielerin
- 22. März: Tania Raymonde, US-amerikanische Schauspielerin
- 27. März: Brenda Song, US-amerikanische Schauspielerin

### April bis Juni
- 04. April: Maggie Geha, US-amerikanische Schauspielerin
- 10. April: Haley Joel Osment, US-amerikanischer Schauspieler
- 14. April: Kristina Asmus, russische Schauspielerin
- 18. April: Vanessa Kirby, britische Schauspielerin und Model
- 23. April: Erica Mer, US-amerikanische Schauspielerin
- 25. April: Sara Paxton, US-amerikanische Schauspielerin

- 01. Mai: Nicholas Braun, US-amerikanischer Schauspieler
- 10. Mai: Miriam Stein, österreichisch-schweizerische Schauspielerin
- 19. Mai: Lily Cole, britische Schauspielerin
- 08. Juni: Alice Dwyer, deutsche Schauspielerin

- 09. Juni: Mae Whitman, US-amerikanische Schauspielerin
- 10. Juni: Franciska Friede, deutsche Schauspielerin, Synchronsprecherin und Sängerin
- 14. Juni: Dayo Okeniyi, nigerianischer Schauspieler
- 16. Juni: Jonny Weston, US-amerikanischer Schauspieler

### Juli bis September

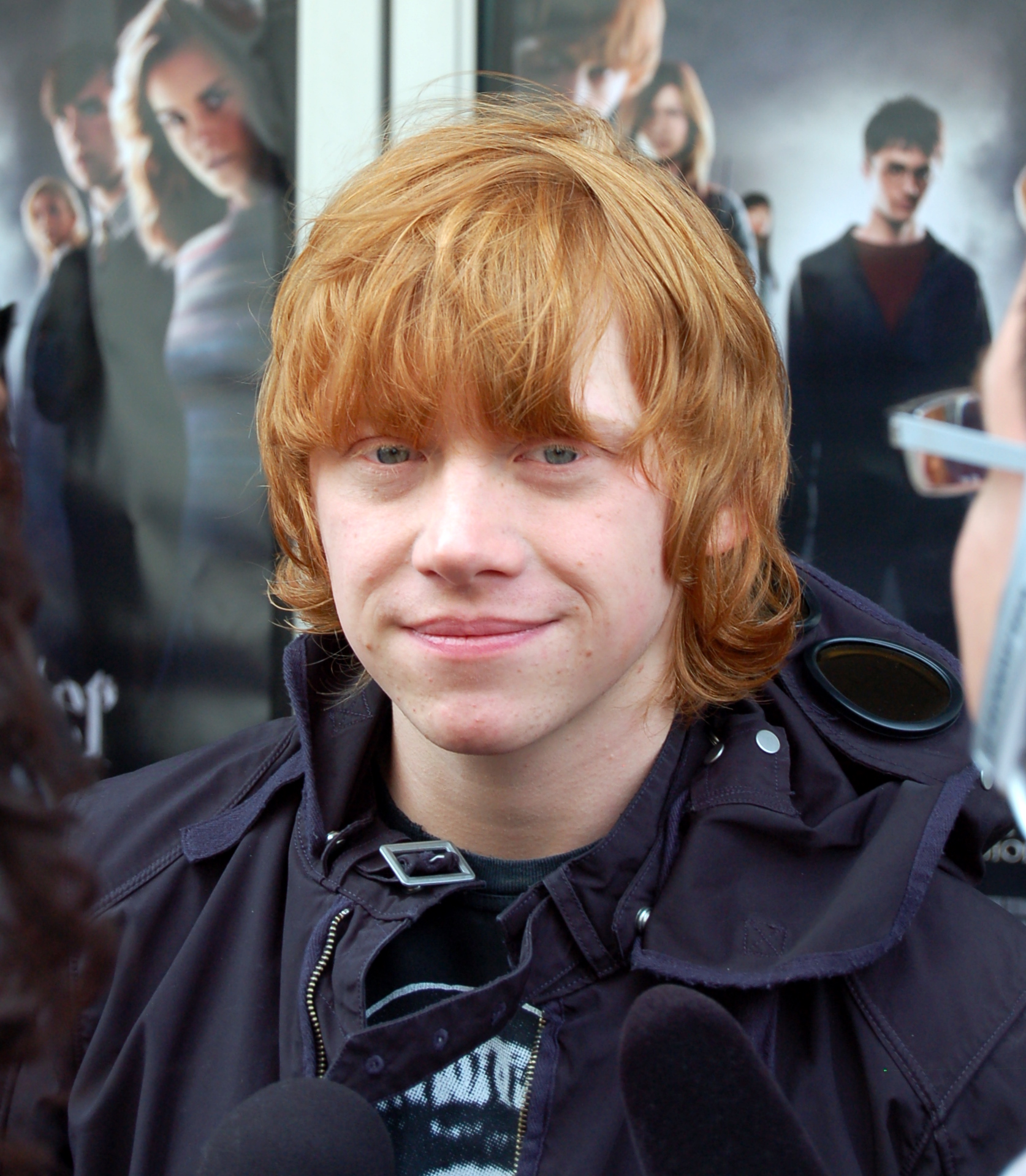
Rupert Grint (* 24. August)

- 01. Juli: Evan Ellingson, US-amerikanischer Schauspieler († 2023)
- 06. Juli: Sarah Barrable-Tishauer, kanadische Schauspielerin
- 10. Juli: Luca Schaub, deutscher Schauspieler († 2024)
- 13. Juli: Steven R. McQueen, US-amerikanischer Schauspieler
- 22. Juli: Tim Oliver Schultz, deutscher Schauspieler und Filmproduzent

- 16. August: Rumer Willis, US-amerikanische Schauspielerin
- 19. August: Travis Tedford, US-amerikanischer Schauspieler
- 24. August: Rupert Grint, britischer Schauspieler
- 24. August: Sally Özcan, deutsch-türkische Webvideoproduzentin und Autorin
- 27. August: Alexa Vega, US-amerikanische Schauspielerin

- 24. September: Kyle Sullivan, US-amerikanischer Schauspieler

### Oktober bis Dezember

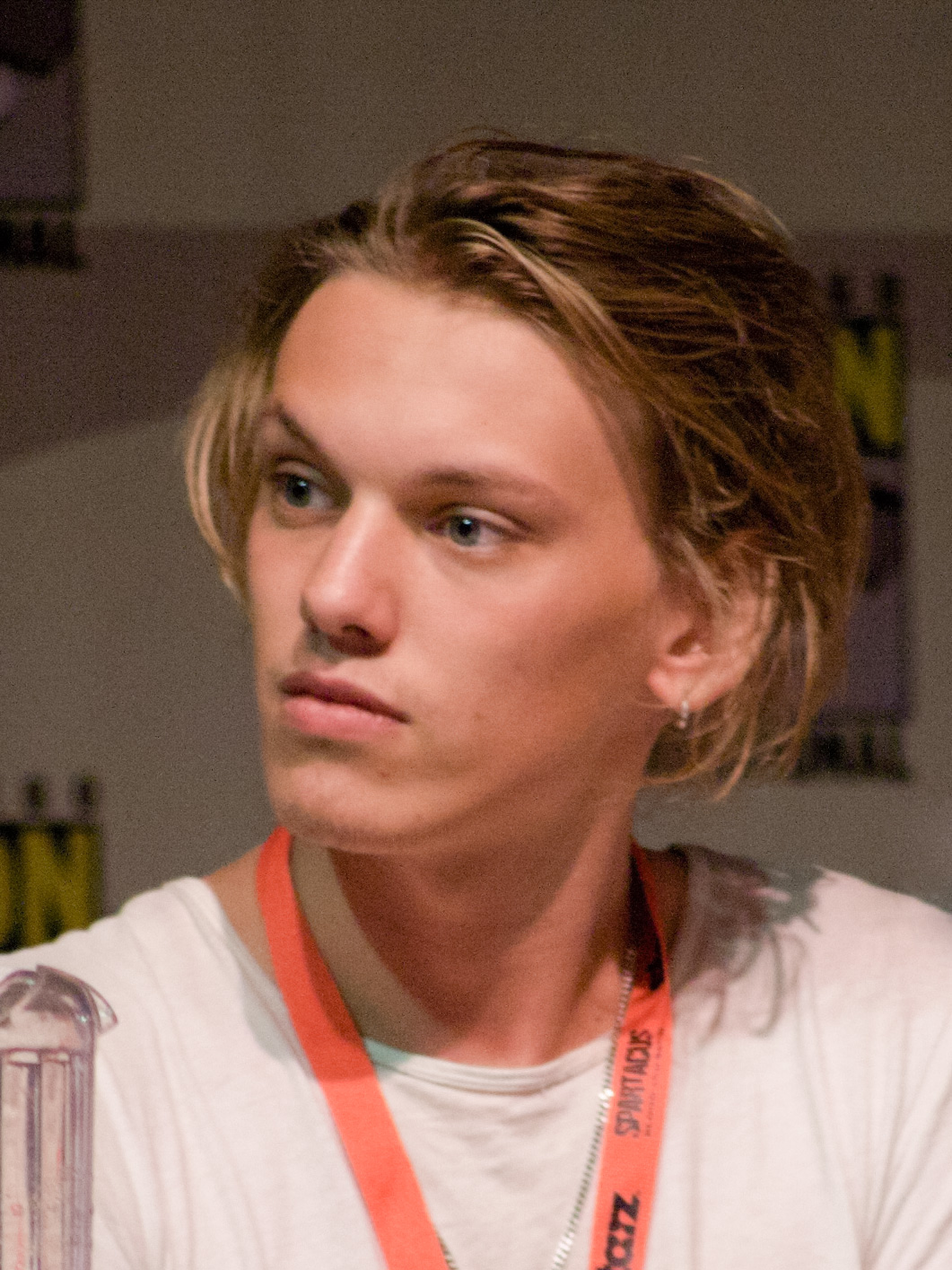
Jamie Campbell Bower (* 22. November)

- 05. Oktober: Bobby Edner, US-amerikanischer Schauspieler
- 14. Oktober: Max Thieriot, US-amerikanischer Schauspieler
- 20. Oktober: Adam Butcher, kanadischer Schauspieler
- 30. Oktober: Janel Parrish, US-amerikanische Schauspielerin

- 06. November: Emma Stone, US-amerikanische Schauspielerin
- 15. November: Zena Grey, US-amerikanische Schauspielerin
- 20. November: Rhys Wakefield, australischer Schauspieler
- 22. November: Jamie Campbell Bower, britischer Schauspieler
- 26. November: Tamsin Egerton, britische Schauspielerin
- 28. November: Scarlett Pomers, US-amerikanische Schauspielerin
- 30. November: Rebecca Rittenhouse, US-amerikanische Schauspielerin
- 30. November: Julie Zangenberg, dänische Schauspielerin

- 01. Dezember: Zoë Kravitz, US-amerikanische Schauspielerin
- 07. Dezember: Emily Browning, australische Schauspielerin

### Genaues Geburtsdatum unbekannt
- Antonia Bill, deutsche Schauspielerin und Chansonsängerin
- Tinka Fürst, deutsche Schauspielerin
- Hayal Kaya, türkische Schauspielerin

## Verstorbene

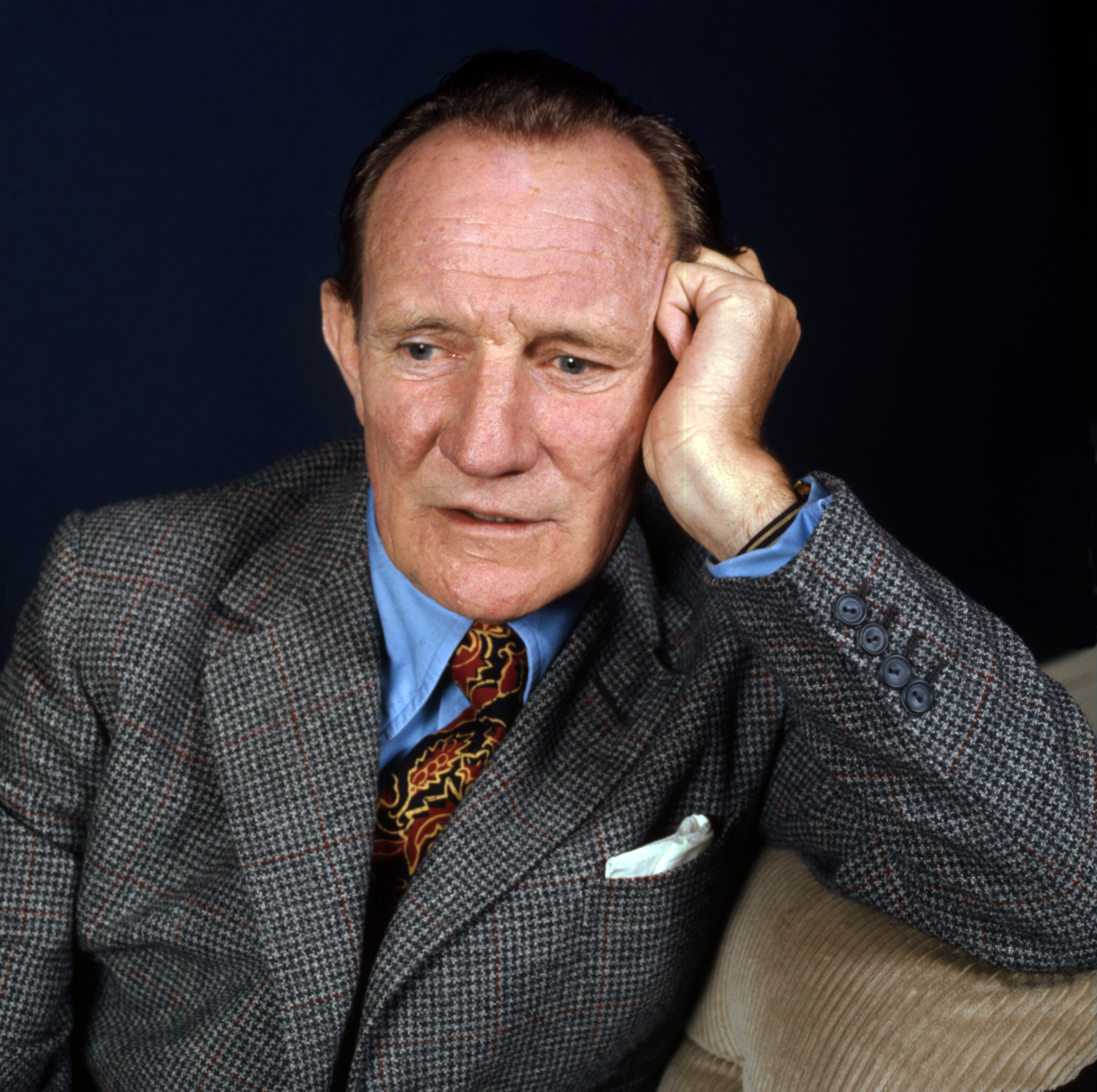
Trevor Howard (1913–1988)

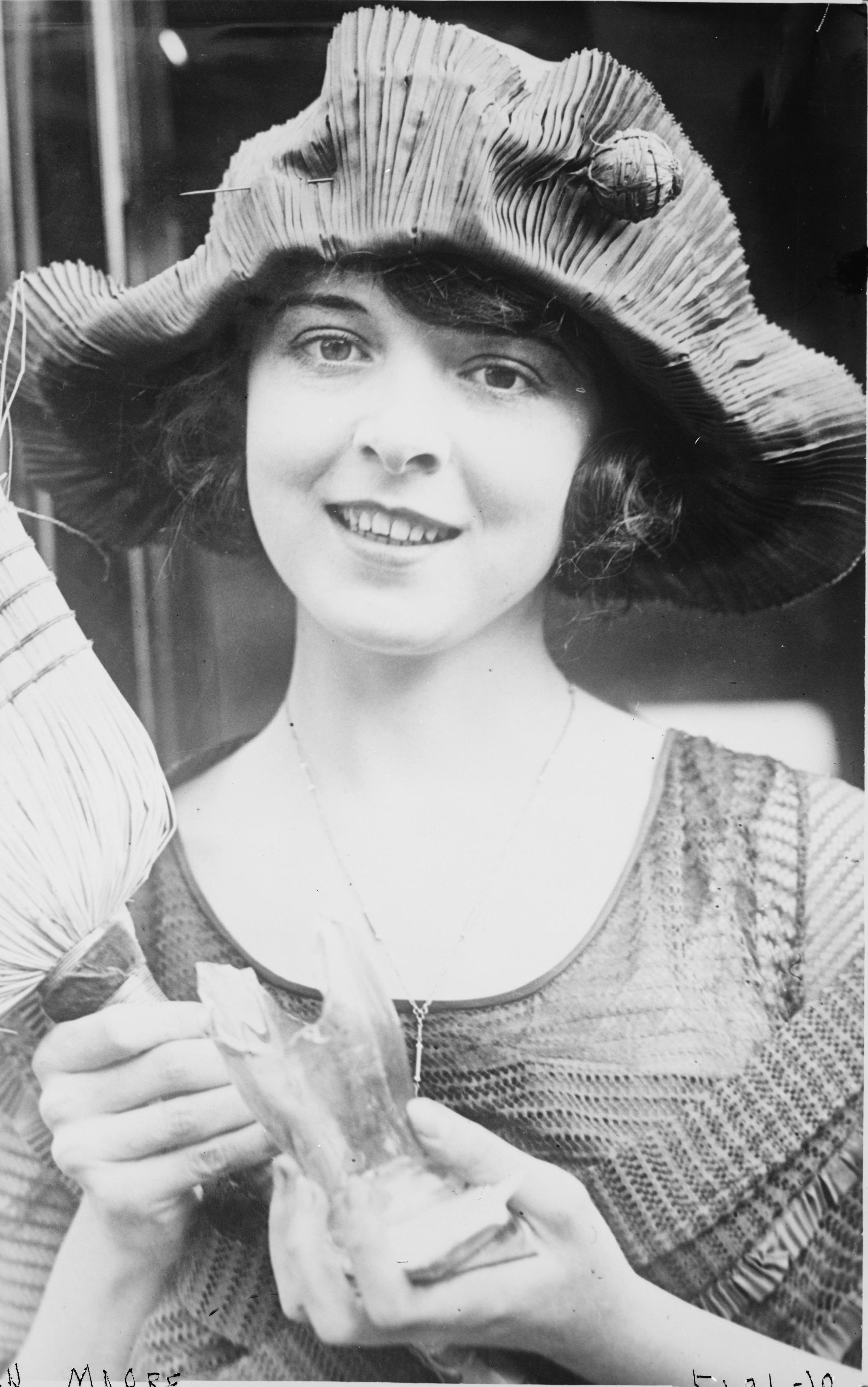
Colleen Moore (1900–1988)

### Januar bis März
Januar
- 07. Januar: Michel Auclair, französischer Schauspieler (* 1922)
- 07. Januar: Trevor Howard, britischer Schauspieler (* 1913)
- 10. Januar: Hugo Lindinger, österreichischer Schauspieler (* 1911)
- 20. Januar: Paul Esser, deutscher Schauspieler (* 1913)
- 21. Januar: Abraham Sofaer, britischer Schauspieler (* 1896)
- 25. Januar: Colleen Moore, US-amerikanische Schauspielerin (* 1900)

Februar
- 01. Februar: Heather O’Rourke, US-amerikanische Schauspielerin (* 1975)
- 03. Februar: Ehmi Bessel, deutsche Schauspielerin (* 1904)
- 14. Februar: Frederick Loewe, US-amerikanischer Komponist (* 1901)
- 16. Februar: Rosie Newman, britische Amateurfilmerin (* 1896)

März
- 12. März: Karen Steele, US-amerikanische Schauspielerin (* 1931)
- 12. März: Stefano Vanzina, italienischer Regisseur (* 1915)
- 13. März: Olive Carey, US-amerikanische Schauspielerin (* 1896)
- 16. März: Paul Kohner, US-amerikanischer Produzent (* 1903)
- 17. März: Franz-Otto Krüger, deutscher Schauspieler (* 1917)
- 21. März: Sigfrit Steiner, schweizerischer Schauspieler (* 1906)
- 31. März: Oliver Hassencamp, deutscher Drehbuchautor (* 1921)

### April bis Juni
April

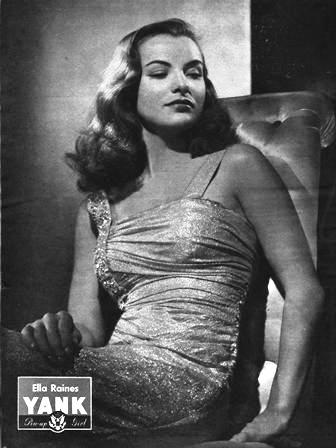
Ella Raines (1920–1988)

- 11. April: Jeff Donnell, US-amerikanische Schauspielerin (* 1921)
- 22. April: Irene Rich, US-amerikanische Schauspielerin (* 1891)
- 28. April: Gerd Martienzen, deutscher Schauspieler (* 1918)

Mai
- 02. Mai: Pawel Kadotschnikow, sowjetischer Schauspieler (* 1915)
- 15. Mai: Andrew Duggan, US-amerikanischer Schauspieler (* 1923)
- 30. Mai: Ella Raines, US-amerikanische Schauspielerin (* 1920)

Juni
- 02. Juni: Raj Kapoor, indischer Regisseur (* 1924)
- 22. Juni: Bramwell Fletcher, britischer Schauspieler (* 1904)
- 28. Juni: Kurt Raab, deutscher Schauspieler und Drehbuchautor (* 1941)

### Juli bis September
Juli

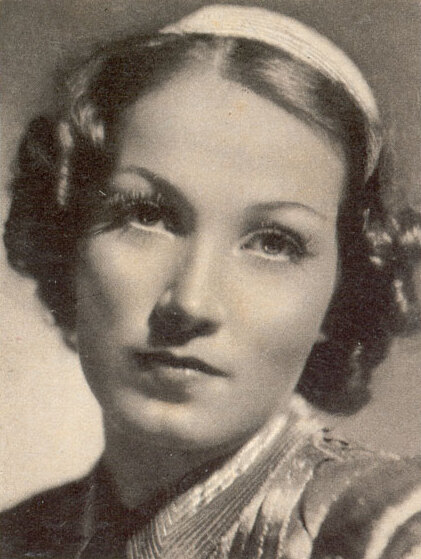
Brigitte Horney (1911–1988)

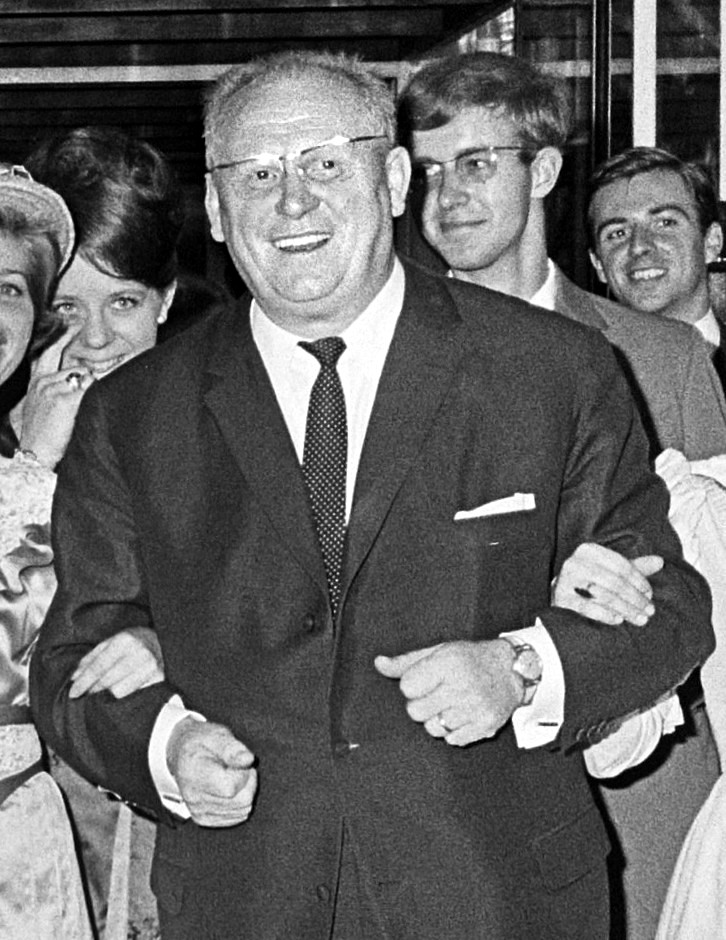
Gert Fröbe (1913–1988)

- 07. Juli: Aldo Tonti, italienischer Kameramann (* 1910)
- 12. Juli: Michael Jary, deutscher Komponist (* 1906)
- 12. Juli: Joshua Logan, US-amerikanischer Regisseur (* 1908)
- 16. Juli: Milton R. Krasner, US-amerikanischer Kameramann (* 1904)
- 22. Juli: Duane Jones, US-amerikanischer Schauspieler (* 1936)
- 25. Juli: Douglas Hickox, britischer Regisseur (* 1929)
- 27. Juli: Brigitte Horney, deutsche Schauspielerin (* 1911)

August
- 01. August: Florence Eldridge, US-amerikanische Schauspielerin (* 1901)
- 01. August: Gertrude Welcker, deutsche Schauspielerin (* 1896)
- 05. August: Colin Higgins, australischer Drehbuchautor und Regisseur (* 1941)
- 05. August: Ralph Meeker, US-amerikanischer Schauspieler (* 1920)
- 07. August: Wilfred Jackson, US-amerikanischer Zeichentrickfilmer (* 1906)
- 11. August: Jean-Pierre Ponnelle, französischer Opernfilmregisseur (* 1932)
- 11. August: Anne Ramsey, US-amerikanische Schauspielerin (* 1929)
- 23. August: Jack Sher, US-amerikanischer Regisseur und Drehbuchautor (* 1913)
- 24. August: Leonard Frey, US-amerikanischer Schauspieler (* 1938)
- 24. August: Hedi Höpfner, deutsche Schauspielerin (* 1910)
- 28. August: Enrico Fulchignoni, italienischer Dokumentarfilmer und Drehbuchautor (* 1913)

September
- 02. September: Erik Frey, österreichischer Schauspieler (* 1908)
- 05. September: Gert Fröbe, deutscher Schauspieler (* 1913)
- 06. September: Axel von Ambesser, deutscher Regisseur,  Schauspieler und Autor (* 1910)
- 06. September: Harold Rosson, US-amerikanischer Kameramann (* 1895)
- 20. September: Roy Kinnear, britischer Schauspieler (* 1934)

### Oktober bis Dezember
Oktober

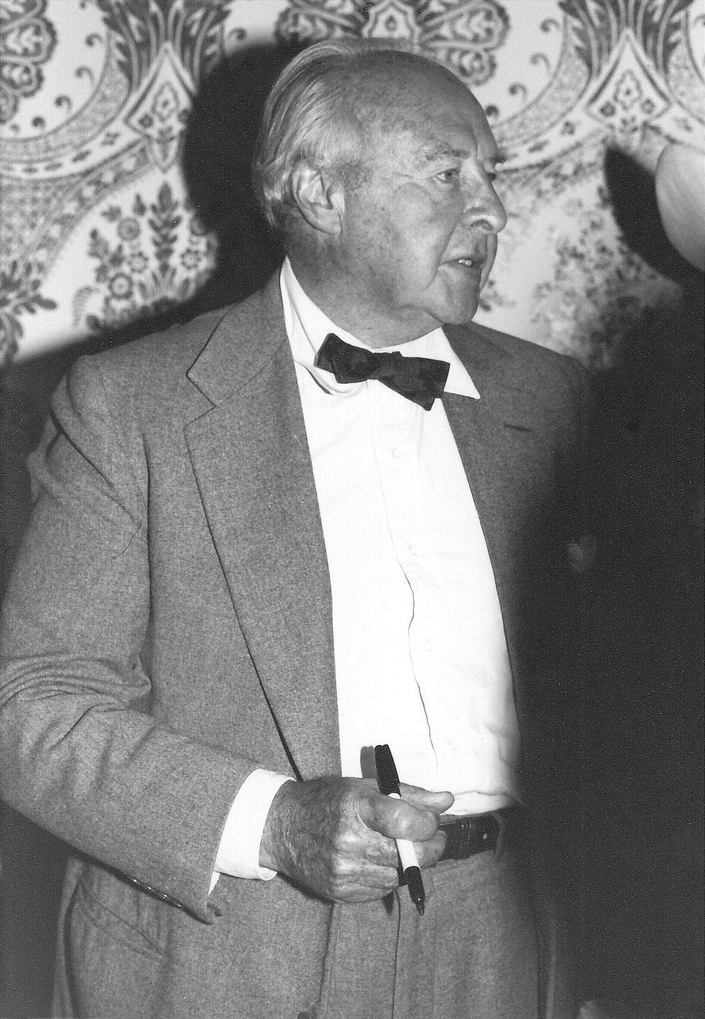
John Houseman (1902–1988)

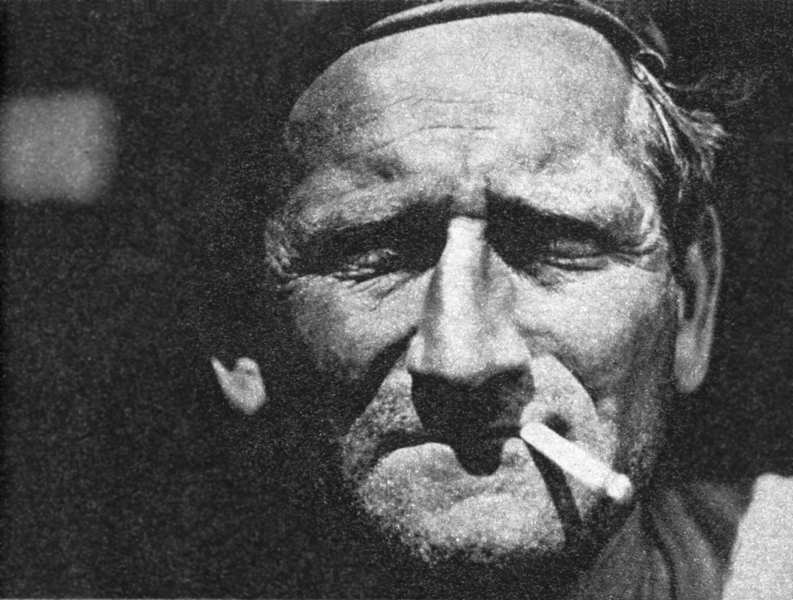
Jan Himilsbach (1931–1988)

- 01. Oktober: Lucien Ballard, US-amerikanischer Kameramann (* 1908)
- 02. Oktober: Emmerich Schrenk, österreichischer Schauspieler (* 1915)
- 03. Oktober: Alicia Vikander, schwedische Schauspielerin
- 09. Oktober: Alex Gottlieb, US-amerikanischer Drehbuchautor und Filmproduzent (* 1906)
- 11. Oktober: Bonita Granville, US-amerikanische Schauspielerin (* 1923)
- 27. Oktober: Erika von Thellmann, deutsch-österreichische Schauspielerin (* 1902)
- 30. Oktober: Ernst Fritz Fürbringer, deutscher Schauspieler (* 1900)
- 31. Oktober: John Houseman, US-amerikanischer Schauspieler (* 1902)

November
- 01. November: George J. Folsey, US-amerikanischer Kameramann (* 1898)
- 02. November: Stewart Parker, nordirischer Dramatiker und Drehbuchautor (* 1941)
- 09. November: Billy Curtis, US-amerikanischer Schauspieler (* 1909)
- 11. November: Jan Himilsbach, polnischer Schauspieler und Drehbuchautor (* 1931)
- 16. November: Wera Engels, deutsche Schauspielerin (* 1904)
- 24. November: John William Corrington, US-amerikanischer Drehbuchautor (* 1932)
- 27. November: John Carradine, US-amerikanischer Schauspieler (* 1906)

Dezember
- 07. Dezember: Christopher Connelly, US-amerikanischer Schauspieler (* 1941)
- 08. Dezember: Anne Seymour, US-amerikanische Schauspielerin (* 1909)
- 10. Dezember: Richard S. Castellano, US-amerikanischer Schauspieler (* 1933)
- 12. Dezember: Rudolf Schündler, deutscher Schauspieler und Regisseur (* 1906)
- 27. Dezember: Hal Ashby, US-amerikanischer Regisseur (* 1929)

### Tag unbekannt
- Curt Ackermann, deutscher Schauspieler, Synchronsprecher und Synchronregisseur (* 1905)
- Rolf Mamero, deutscher Schauspieler und Sprecher (* 1914)